# Anura Kumara Dissanayake
Dissanayaka Mudiyanselage Anura Kumara Dissanayake (Galewela, 24 de novembro de 1968) comumente conhecido por suas iniciais AKD, é um político do Sri Lanka que atualmente atua como o décimo presidente do Sri Lanka desde 23 de setembro de 2024. Ele é o atual líder do partido Janatha Vimukthi Peramuna (JVP) e do Poder Popular Nacional (NPP).
Dissanayake está envolvido com o JVP desde seus dias de escola e foi ativo na política estudantil na universidade antes de ingressar no politburo do JVP em 1995. Ele é membro do parlamento desde setembro de 2000, tendo sido nomeado pela lista nacional ou eleito. Dissanayake serviu como Ministro da Agricultura, Pecuária, Terras e Irrigação de 2004 a 2005 e Chefe da Oposição de 2015 a 2018. Ele foi nomeado líder do JVP na 17ª Convenção Nacional do partido, realizada em 2 de fevereiro de 2014.

## Início da vida, educação e política estudantil
Dissanayake Mudiyanselage Anura Kumara Dissanayake nasceu em 24 de novembro de 1968 na vila de Galewela, distrito de Matale, Província Central, Sri Lanka. Seu pai era um trabalhador de escritório e sua mãe era dona de casa. Ele tinha uma irmã.
Dissanayake recebeu sua educação no Thambuthegama Gamini Maha Vidyalaya e no Thambuthegama Central College, tornando-se o primeiro aluno da faculdade a obter acesso à universidade. Ele estava envolvido com o JVP desde seus dias de escola e se tornou ativo na política estudantil durante seus anos de universidade. Em 1987, ele se juntou ao JVP e começou a se envolver em atividades políticas em tempo integral, especialmente com o início da insurreição do JVP de 1987-1989. Dissanayake inicialmente se matriculou na Universidade de Peradeniya, mas saiu devido a preocupações com a segurança durante a insurreição. Mais tarde, em 1992, ele se transferiu para a Universidade de Kelaniya, onde concluiu seus estudos e se formou em 1995 com um diploma de Bachelor of Science.

## Carreira política

### Politburo do JVP
Em 1995, ele se tornou o Organizador Nacional da Associação de Estudantes Socialistas e foi nomeado para o Comitê Central de Trabalho do JVP. Ele foi nomeado para o Politburo do JVP em 1998. O JVP apoiou Chandrika Kumaratunga na eleição parlamentar do Sri Lanka de 1994, tendo reentrado na política convencional sob Somawansa Amarasinghe. No entanto, o partido mais tarde se tornou crítico vocal da administração Kumaratunga.

### Ministro do gabinete
Ele entrou no parlamento em 2000, após a eleição parlamentar do Sri Lanka de 2000 da lista nacional do JVP e foi renomeado após a eleição parlamentar do Sri Lanka de 2001. Em 2004, o JVP aliou-se ao Partido da Liberdade do Sri Lanka (SLFP), concorrendo como parte da Aliança da Liberdade do Povo Unido (UPFA) nas eleições parlamentares de 2004 e conquistando 39 assentos no parlamento. Dissanayake foi eleito para o parlamento pelo Distrito de Kurunegala da UPFA e foi nomeado pelo Presidente Kumaranatunga como Ministro da Agricultura, Pecuária, Terras e Irrigação no governo conjunto SLFP-JVP em fevereiro de 2004. Ele renunciou à sua pasta ministerial em 16 de junho de 2005, junto com os outros ministros do JVP, após a decisão do líder do JVP, Amerasinghe, de se retirar da UPFA devido à sua oposição à controversa coordenação conjunta de ajuda ao tsunami do Presidente Kumaranatunga com o LTTE nas províncias do Norte e do Leste.

### Líder do partido JVP
Em 2 de fevereiro de 2014, durante a 17ª Convenção Nacional do JVP, Dissanayake foi nomeado o novo líder do JVP, sucedendo Somawansa Amarasinghe.
Após a eleição parlamentar de 2015, ele serviu como Chefe da Oposição de setembro de 2015 a dezembro de 2018.

### Eleição presidencial de 2019
Em 18 de agosto de 2019, o Poder Popular Nacional, uma aliança política liderada pelo JVP, anunciou que Dissanayake seria seu candidato presidencial nas eleições presidenciais de 2019. Dissanayake ficou em terceiro lugar com 3% dos votos, recebendo 418.553 votos.

### Eleição presidencial de 2024
Em 29 de agosto de 2023, o NPP anunciou que Dissanayake concorreria à presidência novamente em 2024. A primeira contagem de votos foi concluída com Dissanayake vencendo a pluralidade dos votos com 42,31%, seguido pelo candidato do SJB Sajith Premadasa com 32,76%. Como nenhum candidato obteve a maioria, uma segunda rodada de contagem de votos foi realizada. Dissanayake foi declarado vencedor após a segunda contagem, garantindo 55,89% dos votos. A vitória de Dissanayake foi amplamente atribuída à insatisfação dos governos anteriores em meio à crise econômica em curso no país.

## Presidência (2024–presente)
Dissanayake foi empossado como presidente no secretariado presidencial em 23 de setembro de 2024. Em seu discurso inaugural como presidente, ele prometeu cumprir os compromissos listados no mandato, reiterando que levaria tempo para o país mudar. Ele também aludiu à proposta de eleições parlamentares, para que um novo governo possa ser formado.
Dissanayake nomeou membros para seu gabinete interino, que incluía Ananda Wijepala como secretário particular de seu presidente, Nandika Sanath Kumanayaka como secretário do presidente, Ravi Seneviratne como secretário do Ministério da Segurança Pública e Sampath Thuyacontha como secretário do Ministério da Defesa.
Devido à vaga de Dissanayake no parlamento, Lakshman Nipuna Arachchi foi nomeado como substituto do primeiro como MP pelo distrito de Colombo.
Dissanayake visitou o Arcebispo de Colombo, Cardeal Malcolm Ranjith, onde recebeu bênçãos e mais tarde prometeu descobrir a verdade em torno dos atentados de domingo de Páscoa de 2019.
Em 24 de setembro, Dissanayake nomeou a deputada Harini Amarasuriya como primeira-ministra, a terceira mulher a ocupar o cargo. Ele também a nomeou ministra concorrente da justiça, educação e trabalho. Além de Amarasuriya, Dissanayake também nomeou Vijitha Herath, outra deputada do NPP no Parlamento para seu gabinete. Mais tarde naquele dia, ele dissolveu o 16º Parlamento do Sri Lanka e convocou eleições legislativas antecipadas marcadas para 14 de novembro.

## Posições políticas
Dissanayake foi caracterizado na mídia como um marxista e um neomarxista. Durante sua campanha presidencial de 2024, Dissanayake prometeu dissolver o parlamento então em exercício dentro de 45 dias após chegar ao poder e buscar um mandato geral para suas políticas. Ele concorreu em uma plataforma de anticorrupção e antipobreza em 2024. Dhananath Fernando, CEO do think tank pró-mercado Advocata Institute, com sede em Colombo, disse que Dissanayake "agora defende uma abordagem pró-comércio, enfatizando a simplificação da estrutura tarifária, melhorando o ambiente de negócios, reformando a administração tributária, acabando com a corrupção e posicionando o setor privado como o motor do crescimento. No entanto, sua posição sobre as negociações da dívida permanece obscura".

### Reforma tributária
Dissanayake foi altamente crítico do governo Wickremesinghe e do Fundo Monetário Internacional, alegando que o FMI só desejava socorrer regimes corruptos. Ele afirmou que algumas das condições do FMI precisam ser renegociadas, como a redução de certos impostos, como o imposto de pagamento conforme o indivíduo ganha, pois este teve desempenho superior, ao mesmo tempo em que reduziu as despesas para atingir a meta de superávit primário. Ele indicou que seu governo aumentaria os subsídios de bem-estar social, ao mesmo tempo em que eliminaria os impostos de valor agregado sobre itens essenciais, como alimentos, serviços de saúde, equipamentos médicos e serviços educacionais. Seu governo reduziria o custo de vida e aumentaria os impostos sobre os ricos, ao mesmo tempo em que apoiaria seus negócios. Desde que assumiu a presidência, Dissanayake se comprometeu a continuar o acordo do país com o FMI.